# Georgi Waschajewitsch Ketojew

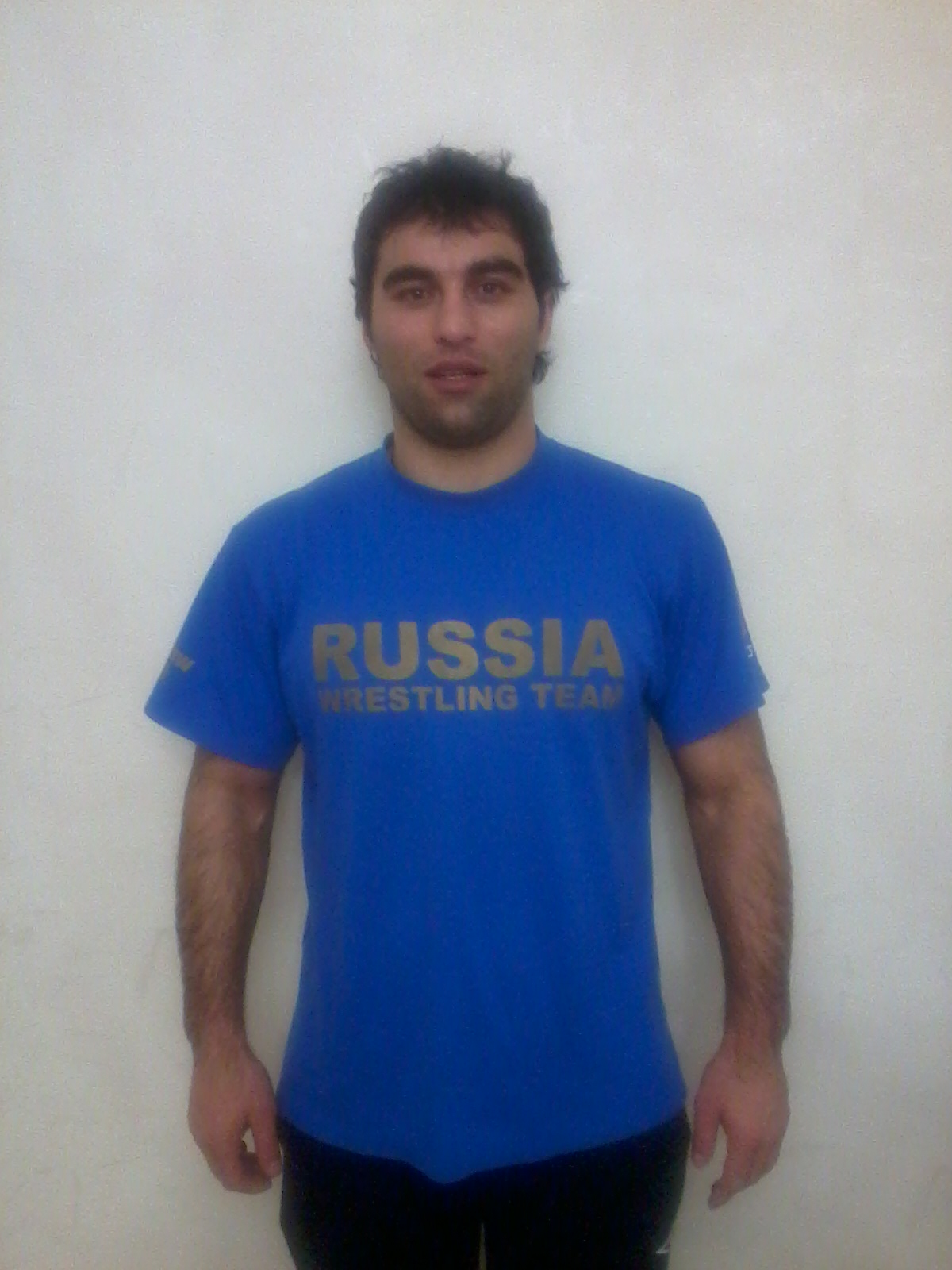
Georgi Waschajewitsch Ketojew

Georgi Waschajewitsch Ketojew (russisch Георгий Важаевич Кетоев; ossetisch Четиты Важайы фырт Геуӕрги; armenisch Գեորգի Վաժաևիչ Կետոև; * 19. November 1985 in Tiflis, Georgische SSR, Sowjetunion) ist ein ehemals russischer nun armenischer Ringer georgisch-ossetischer Herkunft. 2007 wurde er sowohl Welt- als auch Europameister, 2008 erneut Europameister. Bei den Olympischen Spielen 2008 in Peking gewann er eine Bronzemedaille. Alle Erfolge erzielte er im freien Stil.

## Werdegang
Georgi Ketojew, dessen Vater Georgier und dessen Mutter Ossetin ist, begann 1996 im Alter von 11 Jahren in Wladikawkas mit dem Ringen. Sein georgischer Name ist Georgi Ketischwili. Er hat noch einen Bruder, Leri Ketischwili, der ebenfalls Ringer ist, aber für Georgien an den Start geht. Georgi Ketojew war zunächst Mitglied des Sportclubs Spartak Wladikawkas und gehört jetzt dem Sportclub RNO Alania an. Er ist Sportstudent, bestreitet aber z. Zt. seinen Lebensunterhalt nur mit dem Ringen. Georgi Ketojew ringt nur im freien Stil und wird seit Beginn seiner Karriere von Marik Tedejew trainiert.
Auf der internationalen Ringermatte ging er bisher nur für Russland an den Start. Diese internationale Karriere begann bereits im Jahre 2002, als er in Vilnius Junioren-Europameister bei den Kadetten (Cadets = Altersgruppe bis zum 16. Lebensjahr) wurde. Im Juniorenbereich wurde er 2004 in Sofia noch einmal Junioren-Europameister und 2005 erneut in Vilnius sogar Junioren-Weltmeister im Mittelgewicht.
Bei den Senioren hat Georgi Ketojew in Russland im Mittelgewicht eine ungemein schwere Konkurrenz. Es dürfte daher leichter sein Weltmeister als russischer Meister zu werden. In den Jahren 2005 bis 2007 erkämpfte er sich aber durch Siege bei mehreren wichtigen internationalen Turnieren die Spitzenstellung in Russland. Für diese Spitzenstellung ist in Russland die Platzierung beim sog. „Iwan-Yarigin“-Turnier in Krasnojarsk ausschlaggebend. Bei diesem Turnier belegte er in den Jahren 2005 und 2006 jeweils den 3. Platz. 2005 hinter Naurus Temresow und Wadim Lalijew und 2006 hinter Adam Saitijew und Schirwani Muradow, alles wie er für Russland startende Kaukasier. Zu einem Einsatz bei einer internationalen Meisterschaft bei den Senioren kam er aber noch nicht.
2007 gewann er dieses Turnier in Abwesenheit der anderen russischen Spitzenringer wie Adam Saitijew und Saschid Saschidow und wurde daraufhin bei der Europameisterschaft dieses Jahres in Sofia eingesetzt. Dort besiegte er Ex-Weltmeister Árpád Ritter aus Ungarn, Cantero Jackson Vaillant aus Italien, Sergei Borchenko aus Belarus und Taras Danko aus der Ukraine. Bei allen vier Kämpfen war er dabei hoch überlegen und erzielte in diesen Kämpfen 35:1 techn. Punkte. Auch bei der Weltmeisterschaft 2007 in Baku war er der mit Abstand beste Ringer seiner Gewichtsklasse und wurde mit fünf sicheren Siegen auch Weltmeister. Auf dem Weg zu diesem Erfolg besiegte er u. a. den Deutschen David Bichinashvili mit 5:1 techn. Punkten, den US-Amerikaner Joe E. Williams, Reza Yazdani aus dem Iran und im Endkampf Jussuf Abdussalomow aus Tadschikistan.
Im Jahre 2008 siegte er erneut beim "Iwan-Yarigin"-Turnier vor Saschid Saschidow, Adam Saitijew und Soslan Kzojew. Damit war er für die Europameisterschaft in Tampere und die Olympischen Spiele in Peking qualifiziert. Bei der Europameisterschaft in Tampere besiegte er vier schwere Gegner: Árpád Ritter, Wadim Lalijew, inzwischen für Armenien startend, Naurus Temresow, inzwischen für Aserbaidschan startend und den Weltmeister von 2005 Rewas Mindoraschwili aus Georgien, den er im Endkampf mit 2:0 Rundengewinnen und 7:3 techn. Punkten sicher beherrschte.
Infolge des Mitte des Jahres 2008 eskalierenden Streites zwischen Russland und Georgien, der in einem Krieg gipfelte, wurden vor den Olympischen Spielen in Peking in Russland Stimmen laut, dort nicht den "Halb-Georgier" Georgi Ketojew, sondern einen anderen Ringer im Mittelgewicht starten zu lassen. Der russische Ringerverband hielt jedoch an Ketojew fest, der wegen seiner sportlichen Erfolge 2007 und 2008 einfach nicht zu übergehen war. Georgi Ketojew siegte in Peking zunächst über den Chinesen Wang Ying, den Usbeken Zaurbek Sochiew und Naurus Temresow. Dann traf er im Halbfinale auf den Georgier Rewas Mindoraschwili. Dieser Kampf war wegen der politischen Situation in Georgien hoch brisant. Von Anfang an zeigte es sich, dass Georgi Ketojew dieser Situation nicht gewachsen war. Rewas Mindoraschwili beherrschte ihn von Kampfbeginn an klar und gewann die erste Runde überlegen mit 5:1 techn. Punkten. In der zweiten Runde punktete zunächst Georgi Ketojew. Er wurde dann aber nach 3:51 Minuten Kampfzeit von Mindoraschwili abgefangen und geschultert. Georgi Ketojew konnte aufgrund dieser Niederlage nur mehr gegen David Bichinashvili um die olympische Bronzemedaille kämpfen. Er lag dabei in diesem Kampf bis wenige Sekunden vor Schluss in Rückstand, ehe ihm noch eine Wertung gelang, mit der er den Kampf und die Bronzemedaille doch noch gewann. Olympiasieger wurde Rewas Mindoraschwili.
Nach diesem Kampf entschloss sich Georgi Ketojew, der ständig bis zu 10 kg Körpergewicht abtrainieren musste, um im Mittelgewicht starten zu können, ab 2008 im Halbschwergewicht (Klasse bis 96 kg Körpergewicht) zu starten. Er gewann dann auch in dieser Gewichtsklasse beim "Iwan-Yarigin"-Turnier vor seinen Landsleuten Alan Zasejew und Arslanbek Alijew. Bei der Europameisterschaft in Vilnius bestritt er das Finale gegen Chetag Gasjumow aus Aserbaidschan, gegen den er aber knapp nach Punkten verlor (1:2 Runden) und wurde damit Vize-Europameister. Bei der russischen Meisterschaft der Freistilringer 2009 kam er im Halbschwergewicht hinter Chadschimurad Gazalow und Said Ibragimow nur auf den 3. Platz. Den Startplatz bei der Weltmeisterschaft in Herning/Dänemark erhielt deshalb Gazalow.
In den folgenden Jahren konnte er sich in Russland nicht mehr für internationale Meisterschaften qualifizieren. Er wechselte deshalb 2013 die Nationalität und wurde Armenier. Nach einer dreijährigen Sperre ging er ab 2016 für dieses Land an den Start. Er qualifizierte sich 2016 auch noch einmal für die Teilnahme an den Olympischen Spielen in Rio de Janeiro. Dort schied er aber nach einer Niederlage in der ersten Runde gegen Elisbar Odikadse aus Georgien aus und kam nur auf den 14. Platz.
Bei der Weltmeisterschaft 2017 in Paris gelang ihm aber noch einmal ein Erfolg. Er verlor dort in der Gewichtsklasse bis 97 kg nach drei gewonnenen Kämpfen zwar gegen den russischen Superstar Abdulraschid Sadulajew, konnte im Kampf um eine der Bronzemedaillen aber dieses Mal Elisbar Odikadse besiegen.

## Internationale Erfolge
| Jahr | Platz  | Wettbewerb                                                      | Gewichtsklasse | |
| 2002 | 1.     | Junioren-EM (Cadets) in Vilnius                                 | bis 85 kg KG   | vor Vugar Gurbanow, Aserbaidschan u. Batschana Karanadse, Georgien |
| 2004 | 1.     | Junioren-EM in Sofia                                            | Mittel         | vor Miroslaw Gotschew, Bulgarien, Imants Lagodskis, Lettland u. Leri Ketischwili, Georgien                                                                                                 |
| 2005 | 3.     | "Iwan-Yarigin"-Turnier in Krasnojarsk                           | Mittel         | hinter Naurus Temresow u. Wadim Lalijew, beide Russland, gemeinsam mit Lee Fullhart, USA, vor Witali Kudriawzew u. Soslan Gaziew, bde. Russland                                            |
| 2005 | 3.     | "Cerro Pelado"-Turnier in Sancti Spíritus/Kuba                  | Mittel         | hinter Yoel Romero u. Roilandi Zuniga Herrera, bde. Kuba gemeinsam mit Travis Cross, Kanada, vor Lee Fullhart, USA u. Rosmel Gil, Venezuela                                                |
| 2005 | 2.     | World Cup in Taschkent                                          | Mittel         | hinter Yoel Romero, Kuba, vor Feridon Ghanbaripisar, Iran, Alik Musajew, Ukraine u. Lee Fullhart                                                                                           |
| 2005 | 1.     | Junioren-WM in Vilnius                                          | Mittel         | mit Siegen über Serdar Boeke, Türkei, Wiktor Mucha, Ukraine, Samatbek Tolobajew, Kirgisistan u. Rasul Tavakoli, Iran                                                                       |
| 2006 | 3.     | "Iwan-Yarigin"-Turnier in Krasnojarsk                           | Mittel         | hinter Adam Saitijew u. Schirwani Muradow, gemeinsam mit Naurus Temresow, alle Russland, vor Gennadi Lalijew, Kasachstan u. Soslan Gaziew, Belarus                                         |
| 2006 | 1.     | World Cup in Sari                                               | Mittel         | vor Oleg Duratschenko, Ukraine und Reza Yazdani, Iran |
| 2006 | 1.     | CISM Militär-WM in Baku                                         | Mittel         | vor Serhat Balcı, Türkei, Soslan Gaziew u. Marc Buschle, Deutschland |
| 2007 | 1.     | "Dave-Schultz"-Memorial in Colorado Springs                     | Halbschwer     | vor Damion Hahn, Nick Preston, Kyle Cerminara, alle USA u. Nurchan Katajew, Kasachstan |
| 2007 | 1.     | "Iwan-Yarigin"-Turnier in Krasnojarsk                           | Mittel         | vor Anzor Baltukajew, Russland, Andy Hrovat, USA u. Taras Danko, Ukraine |
| 2007 | 1.     | World Cup in Krasnojarsk                                        | Mittel         | vor Alik Musajew, Reza Yazdani, Abdul Ammajew, Usbekistan u. Rewas Mindoraschwili, Georgien                                                                                                |
| 2007 | 1.     | EM in Sofia                                                     | Mittel         | nach Siegen über Árpád Ritter, Ungarn, Cantero Jackson Vaillant, Italien, Sergei Borchenko, Belarus und Taras Danko, Ukraine                                                               |
| 2007 | 1.     | Chicago-Cup                                                     | Mittel         | vor Andy Hrovat |
| 2007 | 1.     | WM in Baku                                                      | Mittel         | nach Siegen über Ying Wang, China, David Bichinashvili, Deutschland, Felix Polianidis, Zypern, Joe E. Williams, USA, Reza Yazdani und Jussuf Abdussalomow, Tadschikistan                   |
| 2008 | 1.     | "Iwan-Yarigin"-Turnier in Krasnojarsk                           | Mittel         | vor Saschid Saschidow, Adam Saitijew u. Soslan Kzojew, alle Russland |
| 2008 | 1.     | EM in Tampere                                                   | Mittel         | nach Siegen über Árpád Ritter, Wadim Lalijew, Armenien, Naurus Temresow, Aserbaidschan und Rewas Mindoraschwili, Georgien                                                                  |
| 2008 | Bronze | OS in Peking                                                    | Mittel         | mit Siegen gegen Wang Ying, Zaurbek Sochiew, Usbekistan u. Naurus Temresow, einer Niederlage gegen Rewas Mindoraschwili und einem Sieg über David Bichinashvili                            |
| 2009 | 1.     | "Iwan-Yarigin"-Turnier in Krasnojarsk                           | Halbschwer     | vor Alan Zasejew u. Aslanbek Alijew, bde. Russland, Mechman Imangulow, Aserbaidschan u. Ansor Boltukajew                                                                                   |
| 2009 | 2.     | EM in Vilnius                                                   | Halbschwer     | mit Siegen über Imants Lagodskis, Lettland, Leon Rattigan, Großbritannien u. Edgar Jenokjan, Armenien u. einer Niederlage gegen Chetag Gasjumow, Aserbaidschan                             |
| 2010 | 3.     | "Iwan-Yarigin"-Memorial (FILA-Golden-Grand-Prix) in Krasnojarsk | Halbschwer     | hinter Juri Belonowski u. Schamil Achmedow, gemeinsam mit Aslanbek Alijew, alle Russland                                                                                                   |
| 2011 | 3.     | "Iwan-Yarygin"-Memorial (FILA-Golden-Grand-Prix) in Krasnojarsk | Halbschwer     | hinter Schamil Achmedow u. Wladislaw Baizajew, gemeinsam Juri Belonowski, alle Russland |
| 2011 | 1.     | Welt-Cup in Machatschkala                                       | Halbschwer     | vor Taras Danko, Ukraine, Dachi Keraschwili, Georgien und Gergely Kiss, Ungarn |
| 2012 | 3.     | "Iwan-Yarigin"-Golden-Grand-Prix in Krasnojarsk                 | Halbschwer     | hinter Abdussalam Gadissow und Ibragim Saidow, beide Russland, gemeinsam mit Jakob Varner, USA                                                                                             |
| 2013 | 9.     | "Iwan-Yarigin"-Golden-Grand-Prix in Krasnojarsk                 | Halbschwer     | Sieger: Wladislaw Baizajew vor Ansor Boltukajew, beide Russland |
| 2016 | 1.     | Olympia-Qualif.-Turnier in Ulan-Baatar                          | bis 97 kg      | vor Magomed Ibragimow, Usbekistan, Nicolae Ceban, Rumänien und Khuderbulga Dorjkhand, Mongolei                                                                                             |
| 2016 | 1.     | "Stjepan-Sarkisjan"-Turnier in Vanadzor/Armenien                | bis 97 kg      | vor Amir Mohammadi, Iran |
| 2016 | 14.    | OS in Rio de Janeiro                                            | bis 97 kg      | nach einer Niederlage gegen Elisbar Odikadse, Georgien |
| 2017 | 10.    | "Yasar-Dogu"-Memorial in Istanbul                               | bis 97 kg      | Sieger: Aslanbek Alborow, Aserbaidschan vor Riza Yildirim, Türkei |
| 2017 | 8.     | EM in Novi Sad                                                  | bis 97 kg      | nach einem Sieg über Tarik Azouzzi, Belgien und einer Niederlage gegen Aslanbek Alborow |
| 2017 | 3.     | "Ali-Alijew"-Memorial in Kaspiisk                               | bis 97 kg      | hinter Aslanbek Alborow und Juri Belonowski, Russland |
| 2017 | 3.     | WM in Paris                                                     | bis 97 kg      | nach Siegen über Maxime Francois, Frankreich, Satjawart Kadian, Indien und Mamomed Ibragimow, einer Niederlage gegen Abdulraschid Sadulajew, Russland und einem Sieg über Elisbar Odikadse |
| 2018 | 10.    | EM in Kaspiisk                                                  | bis 97 kg      | nach einer Niederlage gegen Nurmagomed Gadschijew, Aserbaidschan |
| 2018 | 1.     | "Stjepan-Sargisjan"-Memorial in Jerewan                         | bis 97 kg      | vor Shamir Arjan, Armenien und Mamuta Korelsaja, Georgien |
| 2018 | 17.    | WM in Budapest                                                  | bis 97 kg      | nach einer Niederlage gegen Mamed Ibragimow, Kasachstan |

Erläuterungen
- alle Wettbewerbe im freien Stil
- OS = Olympische Spiele, WM = Weltmeisterschaften, EM = Europameisterschaften
- Mittelgewicht, bis 84 kg, Halbschwergewicht bis 96 kg Körpergewicht